# Øvre Sirdals kommun
Øvre Sirdals kommun (norska: Øvre Sirdal kommune) var en kommun i Vest-Agder fylke i södra Norge. Kommunen omfattade ett område i den norra delen av nuvarande Sirdals kommun. Byn Lunde utgjorde kommunens centralort.

## Administrativ historik
Øvre Sirdals kommun upprättades den 1 januari 1905 när den dåvarande kommunen Sirdal (Siredalen) delades i två och de båda kommunerna Tonstad respektive Øvre Sirdal bildades. Kommunen hade 753 invånare vid upprättandet.
Den 1 januari 1960 gick kommunen, tillsammans med Tonstads kommun och en del av Bakke kommun, upp i den då återbildade Sirdals kommun. Kommunens hade då 549 invånare.